# Metu
Metu är en ort i Etiopien.   Den ligger i regionen Oromia, i den västra delen av landet, 400 km väster om huvudstaden Addis Abeba. Metu ligger 1 700 meter över havet och antalet invånare är 29 648.
Terrängen runt Metu är platt åt sydväst, men åt nordost är den kuperad. Runt Metu är det ganska tätbefolkat, med 100 invånare per kvadratkilometer. Metu är det största samhället i trakten. I omgivningarna runt Metu växer huvudsakligen savannskog.